# خوان لیرادو
خوان لیرادو (اسپانیایی: Juan Leyrado‎؛ زادهٔ ۱۸ اوت ۱۹۵۱) بازیگر اهل آرژانتین است.
از فیلم‌ها یا برنامه‌های تلویزیونی که وی در آن نقش داشته‌است، می‌توان به دانش‌آموختگان، مارادونا، دست خدا، متبارک با آتش و نیمه تاریک قلب اشاره کرد.